# Bhaktipur
Bhaktipur (nepalski: भक्तिपुर) – gaun wikas samiti w środkowej części Nepalu  w strefie Dźanakpur w dystrykcie Sarlahi. Według nepalskiego spisu powszechnego z 2001 roku liczył on 2402 gospodarstw domowych i 13429 mieszkańców (6695 kobiet i 6734 mężczyzn).